# NSLU2
NSLU2 är en produkt från Linksys som ansluter USB-lagringsmedia till exempel USB-minne eller extern hårddisk till ett datornätverk, en så kallad Network Attached Storage (NAS). NSLU2 har ett operativsystem som bygger på GNU/Linux och det finns en community som utvecklar operativsystemet och applikationer.